# Il tramonto dell'Occidente
(Oswald Spengler, Il tramonto dell'Occidente (traduzione in vol.1. Milano, Guanda, 1991, p. 62))
Il tramonto dell'Occidente. Lineamenti di una morfologia della storia mondiale (Der Untergang des Abendlandes. Umrisse einer Morphologie der Weltgeschichte) è un saggio di Oswald Spengler in due volumi.

## Pubblicazione
Il primo volume, con il titolo Der Untergang des Abendlandes (Il tramonto dell'Occidente) fu pubblicato nell'estate del 1918 a Vienna e revisionato successivamente dall'autore nel 1922, che nello stesso anno pubblicherà il secondo volume a Monaco. L'edizione finale in due volumi fu pubblicata nel 1923, sempre a Monaco, con l'aggiunta del sottotitolo Umrisse einer Morphologie der Weltgeschichte (Lineamenti di una morfologia della storia mondiale).

## Contenuto
Ne Il tramonto dell'Occidente, opera inerente alla filosofia della storia, Oswald Spengler compie un'analisi comparativa di tutte le grandi civiltà. Tale analisi è al fondamento della stessa storia universale. Per Spengler le caratteristiche della "civiltà" consistono nell'essere ognuna un organismo in sé compiuto che, analogamente all'organismo umano, possiede le sue quattro fasi di età: infanzia, giovinezza, maturità, vecchiaia.
Sono otto le civiltà analizzate da Spengler: babilonese, egiziana, indiana, cinese, ellenico-romana, araba, occidentale e centro-americana (Maya). Tra queste, il filosofo tedesco affronta con particolare attenzione quelle antica e occidentale. In questo ambito Spengler osserva che la cultura antica, da lui indicata come "apollinea", sia piuttosto passiva, realizzandosi nel presente, privandosi dei riferimenti passati e futuri; quella "occidentale", invece, è di tipo "faustiano" ovvero tende alla modifica del mondo attraverso la sua continua trasformazione senza alcuna quiete.
Come tutte le altre civiltà anche quella occidentale è destinata all'estinzione e già nel XIX secolo, secondo Spengler, è entrata nella sua fase di "decadenza", indicata come Zivilisation ("civilizzazione"), che corrisponde al suo mantenere in vita modelli culturali già morti. Tale ultimo periodo della civiltà occidentale viene descritto da Spengler, negli anni venti, come caratterizzato dal dominio del denaro e della stampa, intellettualmente arido e politicamente fragile, che resiste alla sua fine solo per mezzo del cambiamento continuo di modelli di riferimento, ma comunque sempre privo di speranza.

## Influenze
L'opera di Spengler ha influenzato importanti studiosi come Erich Rothacker o Ernst Cassirer (Filosofia delle forme simboliche), ma anche un ampio numero di scrittori, pensatori e politici talvolta molto diversi tra di loro:
- Ludwig Wittgenstein ha nominato l'opera di Spengler come una delle principali influenze filosofiche del suo pensiero da un punto di vista metodologico per analizzare il linguaggio e le culture, seppur rielaborando gli strumenti concettuali integrandoli in una visione meno determinista e più anti-dogmatica.
- In un primo momento Thomas Mann rimase positivamente impressionato dal libro di Spengler salvo poi entrarne apertamente in ostilità a tal punto da definirlo "l'astuta scimmia di Nietzsche". Ostilità che non gli ha impedito di inserire nei suoi romanzi figure ispirate al filosofo, come ad esempio il demoniaco dottor Chaim Breissacher del Doktor Faustus (1947).
- Nel romanzo distopico statunitense It Can't Happen Here (1935) di Sinclair Lewis l'opera viene citata più volte in quanto letta da uno dei protagonisti, Doremus Jessup, mentre assiste, in parallelo con quanto riportato nell'opera, al crollo della democrazia negli Stati Uniti sotto l'autoritarismo del nuovo presidente Berzelius Windrip che trasforma il paese in una dittatura fascista[1].
- Anche lo scrittore Howard Phillips Lovecraft fu fortemente influenzato dall'opera di Spengler, in particolare nelle sue rappresentazioni del declino culturale e dei cicli cosmici alla base dei suoi racconti.
- Il filosofo tedesco Martin Heidegger è stato fortemente influenzato dall'opera, citandola frequentemente nei suoi primi corsi di insegnamento salvo poi entrarne parzialmente in conflitto forse anche a causa delle posizioni antinaziste di Spengler.
- Il titolo del romanzo d'esordio di Evelyn Waugh intitolato Declino e caduta (Decline and Fall) del 1928 è un riferimento diretto al Tramonto dell'Occidente di Spengler e a Storia della decadenza e caduta dell'Impero romano di Edward Gibbon.
- L'attivista britannico filo-fascista Oswald Mosley ha identificato il suo personale incontro col libro come il punto di svolta per la sua conversione dall'estrema sinistra all'estrema destra che lo portò alla fondazione della Unione Britannica dei Fascisti nel 1932.
- L'attivista neofascista Francis Parker Yockey si definì "neospengleriano", a tal punto che scrisse l'imponente opera Imperium: The Philosophy of History and Politics (pubblicata nel 1948 con lo pseudonimo di Ulick Varange), nella cui introduzione presentava il libro come "seguito" del Tramonto dell'Occidente.
- Alcuni scrittori della Beat Generation come William S. Burroughs e Jack Kerouac hanno ripetutamente citato Il tramonto dell'Occidente come un'influenza seminale per il loro pensiero e per la loro opera sotto alcuni aspetti, in particolare per l'idea di una nuova ricerca artistica e di una rinascita spirituale in risposta al declino culturale della società industriale-capitalista.
- Lo scrittore di fantascienza statunitense James Blish ha spesso utilizzato le idee dell'opera di Spengler alla base dei suoi romanzi, in particolare quelli della saga Le città volanti (1957-1959).
- Il critico letterario canadese Northrop Frye recensì il libro nel 1974 definendolo "Se non altro... uno dei più grandi poemi romantici di sempre".[2]
- Joseph Campbell, storico delle religioni statunitense, esperto di religioni comparate e mitologia, ha citato l'opera come la sua più grande influenza.
- La filosofa statunitense Camille Paglia ha definito l'opera come una delle principali influenze per il suo libro del 1990 Sexual Personae.
- Il politologo statunitense Samuel Huntington è stato influenzato dal tramonto dell'Occidente per la sua teoria dello "Lo scontro delle civiltà", esposta nel 1996 nell'omonimo libro.
- Il politico repubblicano paleoconservatore Pat Buchanan, già direttore delle comunicazioni della Casa Bianca sotto il presidente statunitense Ronald Reagan, nel 2001 pubblicò il libro The Death of the West (la morte dell'Occidente) con diretto riferimento al Tramonto dell'Occidente, prefigurando una fine imminente della civiltà americana.
- Il signore della guerra ceceno Šamil' Basaev ricevette in dono una copia de Il tramonto dell'Occidente da parte di un giornalista russo nel corso di un'intervista. Lui stesso raccontò di averlo letto interamente in una sola seduta nel corso di una notte dopo cui decise di dedicare la sua vita alla Repubblica cecena di Ichkeria.

## Edizioni italiane
- Il Tramonto dell'Occidente. Lineamenti di una morfologia della Storia mondiale, traduzione di Julius Evola, Collana La buona società n.16, Milano, Longanesi, 1957,  p. 1561. II ed. 1970.
- Il tramonto dell'Occidente, nuova edizione italiana a cura di Rita Calabrese Conte, Margherita Cottone, Furio Jesi, Collana I Marmi n.103, III ed., 1978; IV ed., 1981.
- Il tramonto dell'Occidente, Introduzione di Stefano Zecchi, Collana Biblioteca della Fenice, Parma, Guanda, 1995-1999.
- Il tramonto dell'Occidente, a cura di R. Calabrese Conte, M. Cottone e Furio Jesi; introduzione di Stefano Zecchi, Collana I Marmi, Milano, Longanesi, 2008, ISBN 978-88-304-2558-3.
- Il tramonto dell'Occidente. Parte prima: Forma e realtà, traduzione di e cura di Giuseppe Raciti, Torino, Nino Aragno, 2017, ISBN 978-88-8419-915-7.
- Il tramonto dell'Occidente. Parte seconda: Prospettive di storia universale, traduzione di e a cura di Giuseppe Raciti, Torino, Nino Aragno, 2019.